# Banderas (Guatacalca 2.ª Sección)
Banderas (Guatacalca 2.ª Sección) es una localidad del municipio de Nacajuca ubicado en la subregión centro del estado mexicano de Tabasco.

## Geografía
La localidad de Banderas (Guatacalca 2.ª Sección) se sitúa en las coordenadas geográficas 18°09′01″N 92°53′50″O / 18.150278, -92.897222, a una elevación de 1 metro sobre el nivel del mar.

## Demografía
Según el Conteo de Población y Vivienda 2020, efectuado por el Instituto Nacional de Estadística y Geografía, la localidad de Banderas (Guatacalca 2.ª Sección) tiene 1,442 habitantes, de los cuales 717 son del sexo masculino y 725 del sexo femenino. Su tasa de fecundidad es de 2.48 hijos por mujer y tiene 390 viviendas particulares habitadas.
| Gráfica de evolución demográfica de Banderas (Guatacalca 2.ª Sección) entre 1960 y 2020 |
|                                                                                         |
| INEGI.                                                                                  |